# Первый бой в заливе Сирт
Сражение в заливе Сирт (англ. First Battle of Sirte, итал. Prima battaglia della Sirte) — морское сражение, состоявшееся между военно-морским флотом Великобритании под командованием Филипа Виана и военно-морским флотом Италии под командованием Анжело Иакино в заливе Сидра.
Первая битва между британскими и итальянскими военно-морскими силами в заливе Сидра состоялась 17 декабря 1941 года, как результат случайного столкновения противоборствующих сторон, выполняющих задачи по эскорту транспортных конвоев в южной части Средиземного моря. Итальянский транспортный конвой M42, в количестве 4 транспортов, следовавший из Италии в Африку, сопровождали два современных линкора и корабли поддержки под командованием адмирала эскадры Анжело Иакино. Британский конвой состоял из быстроходного вспомогательного транспортного судна «Breconshire», которое направлялось на Мальту под охраной трех крейсеров и четырнадцати эсминцев под общим командованием адмирала Филипа Виана.
В 5:45 вчера 17 декабря две оперативные группы столкнулись в заливе Сидра южнее острова Мальта. Итальянский адмирал Иакино безусловно имел более сильный флот, и это внезапное столкновение предоставляло ему отличные шансы победить в морском бою, но Виан перехватил инициативу. Британские корабли в течение часа настолько агрессивно и энергично атаковали итальянский флот, что Иакино растерялся и предположил, что где-то рядом находятся британские линкоры и отдал приказ отойти на север.
Несмотря на относительный успех британцев в этой битве, которые вынудили отступить несравненно более сильный флот Иакино, британский флот понёс более серьёзные потери. 18 декабря новости о том что главный конвой стран Оси отправляется в Триполи, достигли Мальты. Легкие крейсеры «Нептун», «Аврора» и «Пенелопа» в сопровождении четырёх эсминцев, вышли из порта Мальта, чтобы перехватить этот конвой, но вместо боя с конвоем напоролись на новое минное поле. Рано утром 19 декабря все три крейсера подорвались на минах. Крейсера «Аврора» и «Пенелопа» смогли вырваться из минных полей, но «Нептун» сильно пострадал от взрыва двух мин и был обездвижен. Эсминец «Кандагар» пытался прийти ему на помощь, но и сам подорвался на мине, которой ему оторвало корму. Между тем обездвиженный «Нептун» сдрейфовал на третью мину, и в 4:00 утра попал на четвертую мину. После этого последнего взрыва крейсер «Нептун» потерял всех из числа 700, за исключением одного, членов экипажа. Экипаж взорванного «Кандагара» был спасен эсминцем «Ягуар», однако сам корабль был торпедирован и затоплен.